# Michel Pécheux
Michel Pécheux (* 24. Mai 1911 in Saint-Brieuc; † 29. August 1985 in Neuilly-sur-Seine) war ein französischer Degenfechter.

## Erfolge
Michel Pécheux wurde 1938 in Piešťany sowohl im Einzel- als auch im Mannschaftswettbewerb Weltmeister, zudem gewann er mit der Mannschaft 1934 in Warschau, 1935 in Lausanne und 1947 in Lissabon den Titel. 1937 in Paris und 1950 in Monte Carlo sicherte er sich mit der Mannschaft Silber. Zweimal nahm er an Olympischen Spielen teil: 1936 schied er in Berlin in der Halbfinalrunde der Einzelkonkurrenz aus, während er mit der Mannschaft in die Finalrunde einzog. Diese wurde hinter Italien und Schweden auf dem dritten Rang beendet, sodass Pécheux gemeinsam mit Georges Buchard, Philippe Cattiau, Henri Dulieux, Bernard Schmetz und Paul Wormser die Bronzemedaille erhielt. Bei den Olympischen Spielen 1948 in London erreichte er mit der französischen Equipe im Mannschaftswettbewerb ebenfalls die Finalrunde, die Frankreich ungeschlagen auf dem ersten Platz abschloss. Neben Pécheux wurden Maurice Huet, Henri Lepage, Marcel Desprets, Henri Guérin und Édouard Artigas somit Olympiasieger.